# Батлер, Роберт (писатель)
Роберт Олен Батлер-младший (англ. Robert Olen Butler; род. 20 января 1945, Гранит-Сити, Иллинойс) — американский писатель, лауреат Пулитцеровской премии за художественную книгу за сборник A Good Scent from a Strange Mountain.

## Биография
После окончания средней школы в Гранит-Сити учился в Северо-Западном университете, который окончил в 1967 году со степенью бакалавра наук (B.S.). В 1969 году закончил аспирантуру в Университете Айовы, получив степень магистра искусств. В 1969 году он начал военную службу в армии США. Хотя он мог получить отсрочку по учёбе, он начал службу во время войны во Вьетнаме и добровольно поступил на службу в разведку армии США.
После возвращения в США сначала работал учителем в школе, а затем стал редактором журналов в издательстве Fairchild Publications с 1975 по 1985 год. В 1979—1981 годах также был научным сотрудником Новой школы социальных исследований.
Батлер был женат шесть раз, в том числе с 1972 по 1987 год на поэтессе Мэрилин Крепф Геллер и на драматурге Элизабет Дьюберри с 1995 по 2007 год.
Свой дебютный роман The Alleys of Eden опубликовал в 1981 году, после того, как его отвергли 21 издательство. Его главный герой — американский дезертир, который решает остаться во Вьетнаме, как писал в «Нью-Йорк Таймс» бывший профессор писательского мастерства Батлера Анатоль Бройяр, «потому что, несмотря на все свои беды, Вьетнам кажется ему более целостным, сохранившим чувство собственного достоинства, чем Америка, которую он оставил». До публикации The Alleys of Eden Батлер написал, по его оценке, «пять отвратительных романов, около сорока ужасных рассказов и двенадцать поистине ужасных пьес, которые никогда не видели света дня и никогда не увидят». В последующие годы он опубликовал ещеряд романов, таких как «Солнечные псы» (1982), «Земляки костей» (1983), «На далекой земле» (1985), «Вабаш» (1987) и «Дьюс» (1989). Поскольку его первые литературные произведения получили хорошие отзывы, но продавались с трудом, с 1985 по 1993 год он работал преподавателем в McNeese State University в Лейк-Чарльзе. Первые награды за его книги последовали в конце 1980-х годов, например, премия Chien Kien Award от Ветеранов Вьетнама Америки (1987) и премия Emily Clark Balch Prize от литературного журнала Virginia Quarterly Review (1990).
Его литературный прорыв произошёл благодаря сборнику рассказов A Good Scent from a Strange Mountain, посвящённому его опыту во Вьетнаме, опубликованному в 1992 году, за который был удостоен Пулитцеровской премии в 1993 году. Пулитцеровский комитет отметил, что эти рассказы «поднимают литературу о вьетнамском конфликте на новый оригинальный и очень личный уровень». За эту книгу он также получил премию Richard and Hilda Rosenthal-Award и стипендию Гуггенхайма, а также грант Национального фонда искусств (NEA) в 1994 году.
В 1993 году стал профессором творческого письма Фрэнсиса В. Эппеса в Университете штата Флорида и с тех пор преподает там. Также опубликовал учебник по этому предмету под названием From Where You Dream: The Process of Writing Fiction (2005).
В последующие годы он опубликовал еще несколько романов, таких как «They Whisper» (1994), «The Deep Green Sea» (1997), «Mr Spaceman» (2000), «Fair Warning» (2002) и "Hell " (2009). Также опубликовал несколько сборников рассказов, таких как Tabloid Dreams (1996), Had a Good Time: Stories from American Postcards (2004), Severance (2006) и Intercourse (2008). В 2005 году он получил премию National Magazine Award за рассказ The One in White.
Также написал множество сценариев для крупных голливудских киностудий, ни один из которых так и не был снят.
Батлер также является судьей ежегодной премии Robert Olen Butler Prize, учреждённой и спонсируемой издательством Del Sol Press, последняя премия была вручена в 2010 году. Также является судьей конкурса коротких рассказов журнала The Southeast Review.